# Maria Grimm-Einödshofer
Maria Grimm-Einödshofer, auch Marie Grimm-Einödshofer, geborene Maria Grimm,  (* 20. Januar 1861 in Bamberg; † 2. Juli 1941 in Berlin) war eine deutsche Operettensängerin, Theaterschauspielerin, Hörspielsprecherin, sowie Filmschauspielerin beim deutschen Stummfilm.

## Leben
Maria Grimm war die Tochter eines königlich bayerischen Eisenbahnverwalters. Ihre Ausbildung erhielt sie bei Heinrich Richter. Ursprünglich wollte sie Schauspielerin werden, aber auf Anraten des Münchner Komikers Eduard Brummer wechselte sie zur Operette. Ihr erstes Engagement war in Marburg, es folgten Marienbad, Klagenfurt, Meran und Salzburg. Anlässlich der Eröffnung des Theaters Unter den Linden ging sie nach Berlin, wo sie sich auf das Rollenfach der "komischen Alten" verlegte.
Verheiratet war sie seit 1886 mit dem Komponisten Julius Einödshofer. Sie hatten einen Sohn.

## Filmografie
- 1916: Die Wäscher-Resl
- 1917: Die Landpomeranze
- 1917: Dornröschen
- 1917: Postkarten-Modell
- 1917: Veilchen Nr. 4
- 1919: Die Japanerin
- 1919: Gewalt gegen Recht
- 1920: Der Anti-Detektiv
- 1920: Ehe man Ehemann wird
- 1920: Heiratsbüro Süßlein
- 1920: Leute ohne Kinder
- 1920: Pension Lautenschlag
- 1920: So ein Lausbub (Paulchen Semmelmann)
- 1921: Die Geierwally
- 1921: Mensch - verpump deinen Frack nicht
- 1921: Wie das Mädchen aus der Ackerstraße die Heimat fand
- 1922: Sie und die Drei
- 1922: Versunkene Welten
- 1924: Das sonnige Märchen vom Glück
- 1925: Ein Lebenskünstler
- 1926: Kubinke, der Barbier, und die drei Dienstmädchen
- 1927: Das Heiratsnest
- 1927: Seine Majestät das Kind

## Hörspiele (Auswahl)
- 1926: Asagao. Ein altjapanisches Schauspiel in einem Akt (Onabe (d. i. Bratpfanne), eine Magd Tokuyemons) – Regie: Nicht angegeben (Sendespiel (Hörspielbearbeitung) – NORAG)
- 1926: Hans Bodenstedt, Alice Fliegel: Der Herr der Erde. Großfunkspiel in sechs Sendungen (5. Teil: Die Insel der heiligen Herzen und 6. Teil: Zwei Menschen) (Ein Mädchen / Mary, Jack Dicksons Frau) – Regie: Nicht angegeben (Original-Hörspiel – NORAG)
- 1926: Leo Stein, Alfred Maria Willner: Das Puppenmädel. Vaudeville in drei Akten (Madame Prunier) – Regie: Nicht angegeben (Sendespiel (Hörspielbearbeitung) – NORAG)
- 1926: Peter Nansen: Der Hochzeitsabend. Lustspiel in einem Aufzug (Marie, Klaras Dienstmädchen) – Regie: Nicht angegeben (Sendespiel (Hörspielbearbeitung) – NORAG)
- 1926: Artur Lokesch: Kleine Revue – Regie: Nicht angegeben (Originalhörspiel – NORAG)
- 1927: Jerome K. Jerome: Miß Hobbs. Lustspiel in vier Aufzügen (Miß Susan Abbey, Bessys Tante) - Regie: Hermann Beyer (Sendespiel (Hörspielbearbeitung) – NORAG)
- 1927: Hermann Sudermann: Das Glück im Winkel. Schauspiel in drei Akten (Bettina, Freiherr von Röcknitzs Frau) - Regie: Hermann Beyer (Sendespiel (Hörspielbearbeitung) – NORAG)
- 1927: August Strindberg: Rausch. Schauspiel in vier Akten (Madame Cathérine) - Regie: Artur Holz (Sendespiel (Hörspielbearbeitung) – NORAG)
- 1927: Heinrich von Kleist: Die Hermannsschlacht (Gertrud) – Regie: Hermann Beyer (Sendespiel (Hörspielbearbeitung) – NORAG)
- 1927: Eberhard König: Gevatter Tod. Ein Märchen von der Menschheit. Drama in fünf Aufzügen (Frau Trude, Prinzessin Elsas Amme) - Regie: Hermann Beyer (Sendespiel (Hörspielbearbeitung) – NORAG)
- 1928: Ferdinand Raimund: Alpenkönig und Menschenfeind (Sophie, Rappelkopfs Frau) – Regie: Alfred Braun (Sendespiel (Hörspielbearbeitung) – NORAG)
- 1928: Günther Bibo: Die Wette der Venus. Traumfunk eines Sportslords (Die Sprecherin in der Loge des Welttheaters) – Regie: Hermann Beyer (Sendespiel (Originalhörspiel) – NORAG)